# Френк Оньєка
Френк Оньєка (англ. Frank Onyeka, нар. 1 січня 1998, Майдугурі) — нігерійський футболіст, півзахисник англійського «Брентфорда» і національної збірної Нігерії. На умовах оренди грає за німецький «Аугсбург».

## Клубна кар'єра
Народився 1 січня 1998 року в місті Майдугурі. Починав займатися футболом у структурі клубу «Ебедей», а 2016 року перейшов до данського «Мідтьюлланна».
У дорослому футболі дебютував 2018 року виступами за головну команду «Мідтьюлланна», в якій провів три сезони, взявши участь у 61 матчі чемпіонату і ставши дворазовим чемпіоном Данії та володарем Кубка країни. 
У липні 2021 року за 10 мільйонів євро став гравцем англійського «Брентфорда».

## Виступи за збірну
2020 року дебютував в офіційних матчах у складі національної збірної Нігерії.
У складі збірної був учасником Кубка африканських націй 2021 року, що проходив на початку 2022 року в Камеруні.

## Титули і досягнення
- Чемпіон Данії (2):

«Мідтьюлланн»: 2017-2018, 2019-2020
- Володар Кубка Данії (1):

«Мідтьюлланн»: 2018-2019